# Moosterbach
Der Moosterbach, auch nur Mooster genannt, ist ein linker Nebenfluss der Elde in Mecklenburg-Vorpommern.
Der Bach entspringt auf dem Ortsgebiet von Suckow in der Gemeinde Ruhner Berge, östlich des gleichnamigen Höhenzugs und etwa zwei Kilometer östlich des Ortes Mooster auf einer Geländehöhe von etwa 56 Metern über NHN. Er verläuft zunächst in nordwestlicher Richtung und nimmt mehrere zum Teil aus den Ruhner Bergen kommende Bäche und Gräben sowie linksseitig den Kriengraben und den Mühlenbach auf. Auf dem Gemeindegebiet Siggelkows wechselt der Verlauf in nördliche, nach Durchfluss des Ortes Siggelkow in östliche Richtung. Etwa einen Kilometer nördlich von Groß Pankow mündet der Moosterbach im Süden des Ortsteils Gischow der Stadt Lübz linksseitig in einen Altarm der Elde.
In seinem 11,5 Kilometer langen und größtenteils begradigten Verlauf überwindet der Bach etwa zehn Meter Höhenunterschied. Zumeist führt der Wasserlauf durch Felder und Wiesen. Oberhalb von Siggelkow wird auf etwa einem Kilometer Strecke ein Waldgebiet durchquert.
Im Moosterbach kommen Aal, Aland, Döbel, Schleie, Karpfen, Hecht, Brachsen, Barsch, Kaulbarsch, Plötz, Rotauge, Günster und Stichling vor.
Der Bach ist in Form einer Wellenleiste im Wappen der Gemeinde Siggelkow versinnbildlicht.